# 세계어 74·07
세계어 74·07(일본어: 世界語 74·07 세카이고 시에소시[*])는 일본의 세계통일운동(World Unification Movement (WUM), 총재: 다카요 히토나리, 주소: 일본 도쿄도 신주쿠)이라는 단체가 1967년에 세계연방 건설을 목표로 고안한 인공어이다. 1967년 3월 16일 이 단체가 펴낸 보급책자 《세계어 74·07》로 세상에 알려졌다.

## 특징
아라비아 숫자를 문자로 쓴다는 점이 특색이며, 숫자의 특정 위치에 점을 덧붙임에 따라 모두 서른 개의 음절 문자를 운용한다. 그 밖에 마침표와 물음표, 또한 고유 명사를 표시하는 ‘특수 문자’가 있다. 단어는 문자 수에 따라 품사가 나뉜다.(예: 3글자→동사, 4글자→명사 등.）문법에 관해서는 《강독편》 전 70과에 걸쳐서 풀이하고 있지만, 후반에 예문의 지시만 있고 자세한 설명은 생략되어 있으며, 어순 등에 대한 일관된 체계를 갖추지 않아 완성도가 높지 않다. 이 언어에 관한 자료는 보급책자 하나뿐이고, 세계통일운동이라는 단체는 그 뒤 활동이 없기 때문에, 현재 이 언어의 사용자는 없는 것으로 보인다.

## 문자
아라비아 숫자가 만국공통이라는 점에 착안하여, 아라비아 숫자를 사용문자로 한다. 아라비아 숫자 그대로 정자(正字), 왼쪽에 점을 찍으면 측자(側字), 위에 점을 찍으면 천자(天字)가 된다. 각 문자마다 1음절씩이 배당되어 있다. 필기체 및 특자라고 불리는 고유명사표기용 문자도 존재한다.
정자
| {\displaystyle 1} | {\displaystyle 2} | {\displaystyle 3} | {\displaystyle 4} | {\displaystyle 5} | {\displaystyle 6} | {\displaystyle 7} | {\displaystyle 8} | {\displaystyle 9} | {\displaystyle 0} |
| 아                | 이                | 우                | 에                | 오                | 카                | 시                | 츠                | 네                | 코                |

측자
| {\displaystyle \cdot 1} | {\displaystyle \cdot 2} | {\displaystyle \cdot 3} | {\displaystyle \cdot 4} | {\displaystyle \cdot 5} | {\displaystyle \cdot 6} | {\displaystyle \cdot 7} | {\displaystyle \cdot 8} | {\displaystyle \cdot 9} | {\displaystyle \cdot 0} |
| 하                      | 미                      | 유                      | 레                      | 와                      | 사                      | 치                      | 누                      | 헤                      | 소                      |

천자
| {\displaystyle {\dot {1}}} | {\displaystyle {\dot {2}}} | {\displaystyle {\dot {3}}} | {\displaystyle {\dot {4}}} | {\displaystyle {\dot {5}}} | {\displaystyle {\dot {6}}} | {\displaystyle {\dot {7}}} | {\displaystyle {\dot {8}}} | {\displaystyle {\dot {9}}} | {\displaystyle {\dot {0}}} |
| 라                         | 리                         | 루                         | 메                         | 로                         | 타                         | 니                         | 무                         | 테                         | 토                         |

필기체 및 특자

예）{\displaystyle 74\cdot 07}는 ‘시에소-시’라고 읽는다.（뒤에서 두 번째 음절은 길게 읽는다）

## 품사별 단어구성

### 명사
명사는 네 글자로 구성되며, 명사의 앞 두 글자는 그 단어의 대 분류를 나타내고 뒤의 두 글자는 그 단어의 의미를 확정짓는다. 예) 859·4(츠오네-레):새

### 동사
동사는 세 글자로 구성된다. 86(윗점)5(츠타-오):날다

### 형용사
형용사는 네 글자로 구성되며, 맨 앞에 반드시 0(고로 읽음)이 붙는다. 051(윗점)3(고오-라우):큰

### 대명사
대명사는 정자 한 자로 나타내고, 장음으로 발음한다.
- 1(아-):나 2(이-):너 3(우-):그

### 접속사
측자와 측자, 또는 측자와 정자의 두 글자로 구성된다. .2 .9(미헤):그리고

### 감탄사
감탄사는 특자 두 글자로 구성된다.

### 수사
수사는 숫자 아래에 밑줄을 그어 표시한다.

### 접미사
접미사는 :(파로 읽음)을 붙여 표시한다.

### 의문사
의문사는 정자 9(네-로 읽음)와 측자를 합쳐 두 글자로 구성된다.

## 단어
자연어를 사용할 때 발생하는 불평등을 없애기 위하여 단어와 의미의 관계는 완전히 자의적이다. 그러나 아래 예에서 보듯 단어의 순서가 일본어 오십음도의 순으로 배열되어 있고, 음운 또한 일본어 음운을 그대로 사용, 일본어의 영향을 받고 있다. 새로운 단어가 필요할 때는 단체본부의 심의를 거쳐 승인과 공표를 얻고 나서 사용해야 한다.
예）あ행
- {\displaystyle 1{\dot {1}}\!\cdot \!\!11} あい(藍: 남색) indigo
- {\displaystyle 1{\dot {1}}\!\cdot \!\!12} あい(愛: 사랑) love
- {\displaystyle 1{\dot {1}}\!\cdot \!\!13} あいきょう(愛嬌: 애교) charm
- {\displaystyle 1{\dot {1}}\!\cdot \!\!14} あいけん(愛犬: 애견) one's ped dog
- {\displaystyle 1{\dot {1}}\!\cdot \!\!16} あいこく(愛国: 애국) love one's country
- {\displaystyle 1{\dot {1}}\!\cdot \!\!17} あいさつ(挨拶: 인사) greeting